# White Eyes
White Eyes ou Koquethagechton, né vers 1730 et mort en novembre 1778, était un chef lenape durant la guerre d'indépendance des États-Unis. Il a été un médiateur pendant cette période, négociant les premiers traités entre les tribus amérindiennes et la jeune nation des États-Unis, travaillant toujours vers son but de création d'un territoire amérindien sécurisé.
En 1773, il a été président du Conseil des Lenapes et connu comme l'un des plus importants conseillers. Koquethagechton a été un chef de guerre et un médiateur infatigable en période de turbulence, qui a négocié les premiers traités amérindiens avec les Américains et a travaillé à son ultime objectif d'établir un territoire amérindien sécurisé. On pense que son assassinat par un officier de la milice américaine a été couvert par des responsables américains.
Sa mort dans des circonstances mystérieuses sème le doute sur le rôle des États-Unis dans un possible assassinat dissimulé.